# Брыково (Орловская область)
Брыково — деревня в Ливенском районе Орловской области России.
Входит в состав Сосновского сельского поселения.

## География
Находится на обеих берегах ручья, впадающего в реку Сосна, граничит на востоке с административным центром поселения — селом Сосновка.
В деревне имеются две улицы: Лозовая и Овражная.

## Население
| 2010 |
| ---- |
| 62   |